# Медовник Світлана Георгіївна
Світлана Георгіївна Медо́вник (нар. 25 серпня 1948, Гудермес — пом. 18 серпня 1991, Маріуполь) — українська радянська керамістка; член Спілки радянських художників України з 1989 року.

## Біографія
Народилася 25 серпня 1948 року в місті Гудермесі (нині Чечня, Росія). 1974 року закінчила Дніпропетровське художнє училище, де навчалася у Олександра Ніколенка.
Після здобуття мистецької освіти працювала художником-постановник на Дніпропетровському телебаченні; упродовж 1978—1991 років — художник монументально-декоративного мистецтва Ждановських/Маріупольських художньо-виробничих майстерень. Померла у Маріуполі 18 серпня 1991 року.

## Творчість
Працювала в галузі кераміки. Серед робіт:
керамічні пласти
- «Останній політ» (1984);
- «Метелик» (1987);
- «Весна» (1987);

керамічні композиції 1988–1991 років
- «Тривожний час»;
- «Тіні»;
- «Автопортрет у Седневі»;
- «Пригорща океану»;
- «Забуті фрески»;
- «Собор»;
- «Людина»;
- «Пізнання».